# Devarodes emplociaria
Devarodes emplociaria är en fjärilsart som beskrevs av Pieter Cornelius Tobias Snellen 1874. Devarodes emplociaria ingår i släktet Devarodes och familjen mätare. Inga underarter finns listade i Catalogue of Life.